# Antonio Cubillo
Antonio de León Cubillo Ferreira (San Cristóbal de La Laguna, Canárias, Espanha, 1930) é um político, terrorista e advogado canario.